# José Quaglio
Pour les articles homonymes, voir Quaglio.
José Quaglio (né Giuseppe Ferdinando Quaglio le 28 février 1923 à Anguillara Veneta dans la province de Padoue et mort le 8 février 2007 à Cosne-Cours-sur-Loire) est un acteur et réalisateur italien.

## Biographie
José Quaglio tourna une cinquantaine de films dans son pays d'origine et en réalisa quatre. Il se produisit dans une dizaine de films en France.

## Filmographie

### Comme acteur
- 1944 : L'Ange de la nuit, d'André Berthomieu
- 1954 : Escalier de service, de Carlo Rim
- 1954 : Le Vicomte de Bragelonne, de Fernando Cerchio
- 1955 : Passion de femmes, de Hans Herwig
- 1956 : Le Sang à la tête, de Gilles Grangier - Mimile Babin
- 1957 : Trois jours à vivre de Gilles Grangier ; un acteur de la troupe
- 1958 : En votre âme et conscience, épisode : L'Affaire Verkammen de Jean Prat
- 1960 : Natercia, de Pierre Kast - Claude
- 1962 : Paludi, téléfilm de Gilbert Pineau - Carlo
- 1963 : Le Vice et la Vertu, de Roger Vadim
- 1963 : Le Terroriste, de Gianfranco De Bosio - Piero
- 1970 : Le Conformiste, de Bernardo Bertolucci
- 1971 : Je suis vivant ! (La corta notte delle bambole di vetro) d'Aldo Lado
- 1973 : La Tour du désespoir (Sepolta viva) d'Aldo Lado - Morel
- 1974 : La Cousine (La cugina) d'Aldo Lado - Fragalà
- 1975 : Moïse (Mosè) de Gianfranco De Bosio
- 1977 : Voyeur pervers (L'occhio dietro la parete) de Giuliano Petrelli : Octavio
- 1992 : Max et Jérémie, de Claire Devers - Eugène Agopian
- 1997 : Les Couleurs du diable, d'Alain Jessua - Peter
- 1997 : Homère, la dernière odyssée, de Fabio Carpi

## Théâtre

### Comédien
- 1946 : Les Incendiaires de Maurice Clavel, mise en scène Jean Vernier, Théâtre des Noctambules
- 1950 : Henri IV de Luigi Pirandello, mise en scène André Barsacq, Théâtre de l'Atelier
- 1951 : Cymbeline de William Shakespeare, mise en scène Maurice Jacquemont, Centre dramatique de l'Ouest
- 1954 : Colombe de Jean Anouilh, mise en scène André Barsacq, Théâtre des Célestins, Théâtre de l'Atelier
- 1955 : La Grande Felia de Jean-Pierre Conty, mise en scène Christian-Gérard, Théâtre de l'Ambigu
- 1957 : L'Autre Alexandre de Marguerite Liberaki, mise en scène Claude Régy, Théâtre de l'Alliance française
- 1958 : Plainte contre inconnu de Georges Neveux, mise en scène José Quaglio, Théâtre du Vieux-Colombier

### Metteur en scène
- 1958 : Plainte contre inconnu de Georges Neveux, Théâtre du Vieux-Colombier
- 1958 : Ils ont joué avec des allumettes de Marcelle Routier, Théâtre de l'Alliance française
- 1959 : Tueur sans gages d'Eugène Ionesco, Théâtre Récamier
- 1961 : Le Square de Marguerite Duras, Théâtre des Mathurins